# Joe Kelly
Joe Kelly (Dublín, 13 de marzo de 1913-Neston, Inglaterra, 28 de noviembre de 1993) fue un piloto de automovilismo y comerciante de motores irlandés.
Se crio en su ciudad natal, y después se trasladó a Inglaterra.

## Carrera deportiva
Su corta carrera profesional comenzó en 1949 en el BRDC International Trophy con Maserati. Disputó dos Grandes Premios de Fórmula 1 con un Alta GP privado, en Silverstone 1950 y 1951. En ambos no finalizó.
En 1955 sufrió un grave accidente en Oulton Park, y luego de esto corrió pocas carreras hasta su retiro.

## Colecciones
Después de 1955 y el accidente en Oulton Park, Kelly trabajó en la construcción de salas de exposiciones de automóviles en Inglaterra, entonces, en 1969 vendió todas y decidió volver a Athy, Irlanda.
A finales de los años 70 y 80 Kelly comenzó una colección de autos raros y caros que incluían marcas como Lamborghini, Ferrari y Rolls-Royce.

## Resultados

### Fórmula 1
(Clave) (negrita indica pole position) (cursiva indica vuelta rápida)

| Año  | Escudería | 1      | 2   | 3   | 4   | 5      | 6   | 7   | 8   | Pos. | Puntos |
| ---- | --------- | ------ | --- | --- | --- | ------ | --- | --- | --- | ---- | ------ |
| 1950 | Joe Kelly | GBR NC | MON | 500 | SUI | BEL    | FRA | ITA |     | NC   | 0      |
| 1951 | Joe Kelly | SUI    | 500 | BEL | FRA | GBR NC | GER | ITA | ESP | NC   | 0      |